# إيرني فازيو
إيرني فازيو (بالإنجليزية: Ernie Fazio)‏ هو لاعب كرة قاعدة أمريكي، ولد في 25 يناير 1942 في أوكلاند في الولايات المتحدة، وتوفي في 1 ديسمبر 2017 في دانفيل في الولايات المتحدة.